# My concert花樣千嬅演唱會2000
京都念慈菴 My concert花樣千嬅演唱會2000 是香港天后楊千嬅其入行5年的首個個人紅磡香港體育館售票演唱會，於2000年9月21日至2000年9月22日一連演出2場（三面台）。是次演唱會主題曲為《放煙花》。

## 曲目
9月21日第一場rundown：
- 01.opening：三分鐘戀愛熱度
- 02.非買品
- 03.因為所以 (畢氏定理)
- 04.花樣＋年華
- 05.木偶奇遇記
- 06.有發生過
- 07.出埃及記
- 08.夏天的故事
- 09.手信
- 10.字跡
- 11.誰願放手　陳慧琳合唱
- 12.失憶周末　陳慧琳合唱
- 13.新世紀福音戰士
- 14.數你
- 15.仲夏夜之夢
- 16.可人兒
- 17.直覺
- 18.愛人
- 19.medley: 誓要入刀山／禪院鐘聲／感情線上
- 20.再見二丁目
- 21.少女的祈禱
- 22.狼來了
- 23.最後的歌
- 24.medley: 放煙花／繼續努力／彈珠人的愛心炸彈／個個都有寶
- 25.抬起我的頭來

9月22日第二場（尾場）rundown：
- 01. 三分鐘戀愛熱度
- 02. 非買品
- 03. 因為所以 (畢氏定理)
- 04. 花樣＋年華
- 05. 木偶奇遇記
- 06. 有發生過
- 07. 出埃及記
- 08. 手信
- 09. 夏天的故事
- 10. 字跡 (自彈自唱)
- 11. 誰願放手
- 12. 數你
- 13. 仲夏夜之夢 (握手)
- 14. 可人兒 (握手)
- 15. 直覺
- 16. 愛人
- 17. 下一站天國 (黃耀明合唱)
- 18. 鄭氏 Medley: 誓要入刀山 / 禪院鐘聲 / 感情線上
- 19. 再見二丁目
- 20. 少女的祈禱
- 21. 狼來了
- 22. 最後的歌
- 23. Medley: 放煙花 / 繼續努力 / 彈珠人的愛心炸彈 / 個個都有寶
- 24. 抬起我的頭來

Encore
- 25. 誓要入刀山 (表演螢光棒雙截棍)
- 26. 冰點
- 27. 少女的祈禱